# Pablo Campana
Pablo Campana (Quito, 16 de dezembro de 1972) é um ex-tenista profissional equatoriano.
Pablo Campana disputou os Jogos Olímpicos de 1996.